# Джонсон, Майкл (боец)
Майкл Джу́лиан Джо́нсон (англ. Michael Julian Johnson; род. 4 июня 1986, Сент-Луис) — американский боец смешанного стиля, представитель лёгкой весовой категории. Выступает на профессиональном уровне начиная с 2008 года, известен по участию в турнирах бойцовской организации UFC, финалист 12-го сезона бойцовского реалити-шоу The Ultimate Fighter.

## Биография
Майкл Джонсон родился 4 июня 1986 года в городе Сент-Луисе штата Миссури, был в своей семье младшим из четырёх детей. Когда ему было десять лет, от сердечного приступа умер его отец — это происшествие оказало на него очень большое влияние, он начал проявлять агрессивность и стал часто драться. Будучи атлетически сложенным, в старшей школе играл в футбол и серьёзно занимался борьбой. Позже продолжил бороться в университете, выбился в число лучших борцов страны на студенческом уровне.
Дебютировал в смешанных единоборствах среди профессионалов в феврале 2008 года, победил своего соперника техническим нокаутом в первом же раунде. С попеременным успехом дрался в различных небольших американских промоушенах, владел титулами чемпиона MFL и XCF в лёгкой весовой категории.
Имея в послужном списке восемь побед и четыре поражения, в 2010 году стал участником двенадцатого сезона популярного бойцовского реалити-шоу The Ultimate Fighter. На предварительном отборочном этапе единогласным решением судей победил Пабло Гарса и был выбран в команду Жоржа Сен-Пьера. Далее выиграл у таких бойцов как Аарон Уилкинсон, Алекс Касерес и Нам Фан. В финальном решающем поединке шоу встретился с Джонатаном Брукинсом — в первом раунде имел преимущество, но во втором и третьем выглядел хуже, в результате чего потерпел поражение единогласным судейским решением.
Хорошо зарекомендовав себя в TUF, Джонсон продолжил выступать в крупнейшей бойцовской организации мира Ultimate Fighting Championship. В 2011 году он одержал победу техническим нокаутом над Эдвардом Фаалолото и проиграл сдачей Полу Сассу, который применил на нём обратное скручивание пятки. Затем последовала серия из трёх побед подряд, Джонсон по очкам взял верх над Шейном Роллером и Тони Фергюсоном, а также нокаутировал Дэнни Кастильо, получив награду за лучший нокаут вечера. Победная серия прервалась поражениями от Майлза Джури и Реза Мадади.
В период 2013—2015 годов Майкл Джонсон сделал ещё одну впечатляющую серию побед, последовательно разобравшись с такими сильными соперниками как Джо Лозон, Глейсон Тибау, Мелвин Гиллард и Эдсон Барбоза. Череду выигрышей прервал Бенеил Дариюш, выигравший у него раздельным решением судей. Позже проиграл единогласным решением Нейту Диасу, но получил бонус за лучший бой вечера.
В 2016 году уже в первом раунде нокаутировал Дастина Пуарье, удостоившись награды за лучшее выступление вечера, после чего встретился с непобеждённым российским бойцом Хабибом Нурмагомедовым — в результате успешно проведённого в третьем раунде обратного узла локтя вынужден был сдаться.

## Статистика в профессиональном ММА
| Боёв 44  | Побед 25 | Поражений 19 |
| -------- | -------- | ------------ |
| Нокаутом | 10       | 3            |
| Сдачей   | 2        | 9            |
| Решением | 13       | 7            |

| Результат | Рекорд | Соперник              | Способ                    | Турнир                                                  | Дата             | Раунд | Время | Место                       | Примечание                                          |
| --------- | ------ | --------------------- | ------------------------- | ------------------------------------------------------- | ---------------- | ----- | ----- | --------------------------- | --------------------------------------------------- |
| Победа    | 25-19  | Даниэль Зельхубер     | Единогласное решение      | UFC 318                                                 | 19 июля 2025     | 3     | 5:00  | Новый Орлеан, Луизиана, США |                                                     |
| Победа    | 24–19  | Оттман Айзатар        | KO (удары)                | UFC on ESPN: Ковингтон vs. Бакли                        | 14 декабря 2024  | 2     | 2:03  | Тампа, Флорида, США         | «Выступление вечера» (2)                            |
| Победа    | 23–19  | Дэрриус Флаверс       | Единогласное решение      | UFC Fight Night: Херманссон vs. Пайфер                  | 10 февраля 2024  | 3     | 5:00  | Лас-Вегас, Невада, США      |                                                     |
| Поражение | 22-19  | Карлус Диего Феррейра | KO (удар)                 | UFC Fight Night: Дерн vs. Хилл                          | 20 мая 2023      | 2     | 1:50  | Лас-Вегас, Невада, США      |                                                     |
| Победа    | 22-18  | Марк Диакези          | Единогласное решение      | UFC on ESPN: Томпсон vs. Холланд                        | 3 декабря 2022   | 3     | 5:00  | Орландо, Флорида, США       |                                                     |
| Поражение | 21-18  | Джейми Маллараки      | Раздельное решение        | UFC on ESPN: Дус Анжус vs. Физиев                       | 9 июля 2022      | 3     | 5:00  | Лас-Вегас, США              | «Лучший бой вечера» (3)                             |
| Победа    | 21-17  | Алан Патрик           | KO (удары)                | UFC on ESPN: Блахович vs. Ракич                         | 14 мая 2022      | 2     | 3:22  | Лас-Вегас, Невада, США      |                                                     |
| Поражение | 20-17  | Клей Гвида            | Единогласное решение      | UFC Fight Night: Оверим vs. Волков                      | 6 февраля 2021   | 3     | 5:00  | Лас-Вегас, США              |                                                     |
| Поражение | 20-16  | Тиагу Мойзес          | Сдача (замок ступни)      | UFC Fight Night: Smith vs. Teixeira                     | 13 мая 2020      | 2     | 0:25  | Джэксонвилл, США            |                                                     |
| Поражение | 20-15  | Стиви Рэй             | Решение большинства       | UFC Fight Night: Maia vs. Askren                        | 26 октября 2019  | 3     | 5:00  | Сингапур                    | Вернулся в лёгкий вес.                              |
| Поражение | 20-14  | Джош Эмметт           | KO (удар рукой)           | UFC on ESPN: Barboza vs. Gaethje                        | 30 марта 2019    | 3     | 4:14  | Филадельфия, США            |                                                     |
| Победа    | 20-13  | Артём Лобов           | Единогласное решение      | UFC Fight Night: Volkan vs. Smith                       | 27 октября 2018  | 3     | 5:00  | Монктон, Канада             |                                                     |
| Победа    | 19-13  | Андре Фили            | Раздельное решение        | UFC Fight Night: Gaethje vs. Vick                       | 25 августа 2018  | 3     | 5:00  | Линкольн, США               |                                                     |
| Поражение | 18-13  | Даррен Элкинс         | Сдача (удушение сзади)    | UFC Fight Night: Stephens vs. Choi                      | 14 января 2018   | 2     | 2:22  | Сент-Луис, США              | Дебют в полулёгком весе.                            |
| Поражение | 18-12  | Джастин Гейджи        | TKO (удары)               | The Ultimate Fighter: Redemption Finale                 | 7 июля 2017      | 2     | 4:48  | Лас-Вегас, США              | «Лучший бой вечера» (2)                             |
| Поражение | 18-11  | Хабиб Нурмагомедов    | Болевой прием (кимура)    | UFC 205                                                 | 12 ноября 2016   | 3     | 2:31  | Нью-Йорк, США               |                                                     |
| Победа    | 18-10  | Дастин Порье          | KO (удары руками)         | UFC Fight Night: Poirier vs. Johnson                    | 17 сентября 2016 | 1     | 1:35  | Идальго, США                | «Выступление вечера» (1)                            |
| Поражение | 17-10  | Нейт Диас             | Единогласное решение      | UFC on Fox: dos Anjos vs. Cerrone 2                     | 19 декабря 2015  | 3     | 5:00  | Орландо, США                | «Лучший бой вечера» (1)                             |
| Поражение | 17-9   | Бенеил Дариюш         | Раздельное решение        | UFC Fight Night: Teixeira vs. Saint Preux               | 8 августа 2015   | 3     | 5:00  | Нашвилл, США                |                                                     |
| Победа    | 17-8   | Эдсон Барбоза         | Единогласное решение      | UFC Fight Night: Bigfoot vs. Mir                        | 22 февраля 2015  | 3     | 5:00  | Порту-Алегри, Бразилия      |                                                     |
| Победа    | 16-8   | Мелвин Гиллард        | Единогласное решение      | UFC Fight Night: Gustafsson vs. Manuwa                  | 8 марта 2014     | 3     | 5:00  | Лондон, Англия              |                                                     |
| Победа    | 15-8   | Глейсон Тибау         | KO (удары руками)         | UFC 168                                                 | 28 декабря 2013  | 2     | 1:32  | Лас-Вегас, США              |                                                     |
| Победа    | 14-8   | Джо Лозон             | Единогласное решение      | UFC Fight Night: Shogun vs. Sonnen                      | 17 августа 2013  | 3     | 5:00  | Бостон, США                 |                                                     |
| Поражение | 13-8   | Реза Мадади           | Сдача (удушение д’арсе)   | UFC on Fuel TV: Mousasi vs. Latifi                      | 6 апреля 2013    | 3     | 1:33  | Стокгольм, Швеция           |                                                     |
| Поражение | 13-7   | Майлз Джури           | Единогласное решение      | UFC 155                                                 | 29 декабря 2012  | 3     | 5:00  | Лас-Вегас, США              |                                                     |
| Победа    | 13-6   | Дэнни Кастильо        | KO (удары руками)         | UFC on FX: Browne vs. Bigfoot                           | 5 октября 2012   | 2     | 1:06  | Миннеаполис, США            | «Нокаут вечера» (1)                                 |
| Победа    | 12-6   | Тони Фергюсон         | Единогласное решение      | UFC on Fox: Diaz vs. Miller                             | 5 мая 2012       | 3     | 5:00  | Ист-Ратерфорд, США          |                                                     |
| Победа    | 11-6   | Шейн Роллер           | Единогласное решение      | UFC on Fox: Evans vs. Davis                             | 28 января 2012   | 3     | 5:00  | Чикаго, США                 |                                                     |
| Поражение | 10-6   | Пол Сасс              | Сдача (скручивание пятки) | UFC Live: Cruz vs. Johnson                              | 1 октября 2011   | 1     | 3:00  | Вашингтон, США              |                                                     |
| Победа    | 10-5   | Эдвард Фаалолото      | TKO (удары руками)        | UFC Live: Kongo vs. Barry                               | 26 июня 2011     | 1     | 4:42  | Питтсбург, США              |                                                     |
| Поражение | 9-5    | Джонатан Брукинс      | Единогласное решение      | The Ultimate Fighter: Team GSP vs. Team Koscheck Finale | 4 декабря 2010   | 3     | 5:00  | Лас-Вегас, США              | Финал 12 сезона The Ultimate Fighter в лёгком весе. |
| Победа    | 9-4    | Крис Макдэниел        | TKO (удары руками)        | FM: Productions                                         | 30 января 2010   | 1     | 4:34  | Спрингфилд, США             |                                                     |
| Победа    | 8-4    | Рамиро Эрнандес       | Единогласное решение      | Titan Fighting Championship 15                          | 18 декабря 2009  | 3     | 5:00  | Канзас-Сити, США            | Бой в промежуточном весе 68 кг.                     |
| Победа    | 7-4    | Аарон Дерроу          | TKO (удары руками)        | Xtreme Cage Fighter 10                                  | 3 октября 2009   | 1     | 0:43  | Спрингфилд, США             | Выиграл титул чемпиона XCF в лёгком весе.           |
| Поражение | 6-4    | Эрик Мэрриотт         | Сдача (скручивание пятки) | FM: Productions                                         | 9 мая 2009       | 2     | 1:32  | Спрингфилд, США             |                                                     |
| Победа    | 6-3    | Клэй Френч            | Сдача (кимура)            | Fuel Fight Club                                         | 10 апреля 2009   | 1     | 3:16  | Лейк-Озарк, США             |                                                     |
| Поражение | 5-3    | Джо Брэммер           | Сдача (гильотина)         | Midwest Cage Championships 19                           | 14 марта 2009    | 4     | 3:45  | Де-Мойн, США                |                                                     |
| Поражение | 5-2    | Джеймс Краузе         | Сдача (треугольник)       | FM: Productions                                         | 22 ноября 2008   | 1     | 2:55  | Спрингфилд, США             |                                                     |
| Победа    | 5-1    | Уоррен Стюарт         | TKO (удары руками)        | FM: Productions                                         | 13 сентября 2008 | 1     | 2:37  | Спрингфилд, США             |                                                     |
| Победа    | 4-1    | Лукас Гволтни         | Решение большинства       | Midwest Fight League                                    | 25 июля 2008     | 3     | 5:00  | Колумбия, США               | Выиграл титул чемпиона MFL в лёгком весе.           |
| Поражение | 3-1    | Тед Уортингтон        | Сдача (треугольник)       | MCC 13: Contenders                                      | 25 апреля 2008   | 3     | 1:29  | Урбандейл, США              |                                                     |
| Победа    | 3-0    | Стив Шнайдер          | Сдача (удушение)          | FM: Productions                                         | 18 апреля 2008   | 1     | 2:12  | Спрингфилд, США             |                                                     |
| Победа    | 2-0    | Чонси Прейтер         | TKO (удары руками)        | FM: Productions                                         | 1 февраля 2008   | 1     | 1:12  | Спрингфилд, США             |                                                     |